# 2010年中華民國全民運動會
2010年中華民國全民運動會，正式名稱為中華民國99年全民運動會，簡稱99全民運，於2010年10月22日至10月26日在臺中市舉辦。

## 參賽單位
參賽隊伍合計25個縣市，包括：
- 2個直轄市：臺北市、高雄市
- 臺灣省21個縣市：臺北縣、桃園縣、新竹縣、苗栗縣、臺中縣、彰化縣、南投縣、臺東縣、花蓮縣、雲林縣、嘉義縣、臺南縣、高雄縣、屏東縣、宜蘭縣、澎湖縣、基隆市、新竹市、臺中市、嘉義市、臺南市
- 福建省2個縣：金門縣、連江縣

## 競賽種類

### 第一類
第一類為非亞運、非奧運，但為國際單項運動總會聯合會所承認之競賽種類及項目，或世界運動會之競賽種類及項目，合計18個運動種類。
- 健力
- 巧固球
- 國術
- 劍道
- 摔角
- 太極拳
- 拔河
- 滑輪溜冰
- 運動舞蹈
- 手球（沙灘手球）
- 合球
- 輕艇（輕艇水球）
- 飛盤
- 龍舟
- 蹼泳
- 水上救生
- 柔術
- 滾球

### 第二類
第二類為其他運動競賽種類或表演性活動，本屆競賽共有7個運動種類。
- 槌球
- 木球
- 慢速壘球
- 民俗體育
- 元極舞
- 龍獅運動
- 躲避球